# Animal (пісня Pearl Jam)
«Animal» (укр. Тварина) — пісня американського рок-гурту Pearl Jam, третій сингл з альбому Vs. (1993).

## Історія створення
Інструментальна демоверсія пісні була записана ще в серпні 1990 року за допомогою барабанщика Soundgarden Метта Кемерона. На плівку, відому як Gossman Project, вона потрапила під назвою «Weird „A“».
Пісня не увійшла до дебютного альбому Pearl Jam Ten, але її записали в студії під час роботи над другим студійним альбомом. Текст розпочинався з фрази «One, two, three, four, five against one», через яку робочою назвою альбому довгий час була «Five Against One» (укр. П'ятеро проти одного), яку потім змінили на «Vs.» За словами гітариста Стоуна Госсарда, ця фраза відбивала сутність творчого процесу, коли п'ятеро особистостей мають досягти компромісу. Соло-партію до пісні Майк Маккріді зіграв на гітарі Gibson 335, присвятивши гітарному техніку гурту Джорджу Веббу.

## Вихід пісні
«Animal» увійшла до другого альбому Pearl Jam Vs., який вийшов 19 жовтня 1993 року. Вона стала третім синглом після «Go» та «Daughter», вийшла за межами США і досягла помірного успіху в чартах Австралії та Нової Зеландії. В США «Daughter» потрапила до хіт-параду Billboard Mainstream Rock, де зайняла 21 місце.
Одразу після виходу альбому, в журналі Rolling Stone «Animal», разом з «Daughter» та «Blood», назвали «психологічно-міфічними дослідженнями» Едді Веддера, порівнявши з творчістю Джима Моррісона та Піта Таунсенда. Пізніше, через 20 років після виходу альбому, в журналі Billboard її назвали частиною «подвійного удару», з якого розпочинається платівка; проте на відміну від стартової «Go», «Animal» показує насильство з протилежної точки зору — з боку жертви. В журналі Paste композицію віднесли до списку «50 найкращих гранджових пісень», схарактеризувавши її звучання як «позитивно божевільне».

## Довідкові дані

### Список пісень
Компакт-диск (США, Австрія, Німеччина)
1. «Animal» – 2:47
2. «Animal» (live) – 3:00
3. «Jeremy» (live) – 5:31

Компакт-диск (Австралія) та касета (Австралія)
1. «Animal» – 2:47
2. «Jeremy» – 5:18
3. «Oceans» – 2:44
4. «Alive» (live) – 4:57

Компакт-диск (Австралія) та касета (Австралія)
1. «Animal» – 2:47
2. «Jeremy» (live) – 5:31
3. «Daughter» (live) – 5:07
4. «Animal» (live) – 3:00

### Місця в хіт-парадах
| Хіт-парад (1994)                  | Найвища позиція |
| --------------------------------- | --------------- |
| Австралія (ARIA)                  | 30              |
| Нова Зеландія (RIANZ)             | 7               |
| США (Mainstream Rock) (Billboard) | 21              |